# Tour de France 2008/6. Etappe
Die 6. Etappe der Tour de France 2008 am 10. Juli war 195,5 Kilometer lang und verlief von Aigurande nach Super Besse. Es standen drei Sprintwertungen sowie zwei Bergwertungen der 4. Kategorie und zwei der 2. Kategorie auf dem Programm, wobei die letzte Bergwertung die Zielankunft in Super Besse war.
Die Etappe begann wieder mit zahlreichen Ausreißversuchen. Sylvain Chavanel startete den ersten erfolgreichen Ausreißversuch bei Kilometer 6, später schlossen sich ihm Freddy Bichot und Benoît Vaugrenard an. Sie konnten aber nur langsam an Vorsprung gewinnen, der maximal 5:15 Minuten betrug, während aus dem Feld neue Fahrer versuchten, nach vorn aufzuschließen. Wie am Vortag konnte jeder der Fahrer eine Sprintwertung für sich entscheiden, bei den Bergwertungen konnte sich jedoch immer Chavanel durchsetzen, der sich damit das Gepunktete Trikotsicherte. Danach fiel auch er zurück. Vaugrenard fiel am Col de la Croix Morand aus der Spitzengruppe zurück, während zur gleichen Zeit aus dem Hauptfeld neue Attacken gestartet wurden. Bichot wurde schließlich 13 km vor dem Ziel eingeholt. Auf der Schlusssteigung gab es weitere Attacken. Leonardo Piepoli und Christian Vande Velde konnten sich zunächst etwas absetzen, schafften es aber auch nicht, vorn zu bleiben. Das Ziel in Super Besse wurde auf einer 180 Meter langen und 6,5 Meter breiten Zielgeraden erreicht. Dort gewann Riccardo Riccò, der sich gegen Alejandro Valverde und Cadel Evans durchsetzen konnte. Stefan Schumacher wurde durch einen Sturz kurz vor dem Ziel aufgehalten und verlor so wertvolle Sekunden und damit das Gelbe Trikot, das sich Kim Kirchen sichern konnte, der Fünfter hinter Fränk Schleck und damit auch neuer Führender in der Punktewertung wurde. Kirchen ist somit der erste luxemburgische Träger des gelben Trikots seit Charly Gaul 1958. Chavanel wurde zum zweiten Mal auf dieser Rundfahrt zum kämpferischsten Fahrer gewählt.

## Aufgaben
- 178 Aurélien Passeron Nicht zur Etappe angetreten (Sturzfolgen 5. Etappe)

## Sprintwertungen
- 1. Zwischensprint in Châtelus-Malvaleix (Kilometer 23,5) (396 m ü. NN)

| Erster  | Sylvain Chavanel  | 6 Pkt. |
| Zweiter | Benoît Vaugrenard | 4 Pkt. |
| Dritter | Freddy Bichot     | 2 Pkt. |
- 2. Zwischensprint in Cressat (Kilometer 44,5) (532 m ü. NN)

| Erster  | Freddy Bichot     | 6 Pkt. |
| Zweiter | Benoît Vaugrenard | 4 Pkt. |
| Dritter | Sylvain Chavanel  | 2 Pkt. |
- 3. Zwischensprint in La Bourboule (Kilometer 144) (877 m ü. NN)

| Erster  | Benoît Vaugrenard | 6 Pkt. |
| Zweiter | Freddy Bichot     | 4 Pkt. |
| Dritter | Sylvain Chavanel  | 2 Pkt. |
- Zielsprint in Super Besse (Kilometer 195,5) (1289 m ü. NN)

| Erster   | Riccardo Riccò        | 25 Pkt. |
| Zweiter  | Alejandro Valverde    | 22 Pkt. |
| Dritter  | Cadel Evans           | 20 Pkt. |
| Vierter  | Fränk Schleck         | 18 Pkt. |
| Fünfter  | Kim Kirchen           | 16 Pkt. |
| Sechster | Roman Kreuziger       | 15 Pkt. |
| Siebter  | Moisés Dueñas         | 14 Pkt. |
| Achter   | Carlos Sastre         | 13 Pkt. |
| Neunter  | Denis Menschow        | 12 Pkt. |
| Zehnter  | Leonardo Piepoli      | 11 Pkt. |
| 11.      | Manuel Beltrán        | 10 Pkt. |
| 12.      | Samuel Sánchez        | 9 Pkt.  |
| 13.      | Óscar Pereiro         | 8 Pkt.  |
| 14.      | Stijn Devolder        | 7 Pkt.  |
| 15.      | Thomas Lövkvist       | 6 Pkt.  |
| 16.      | Juri Trofimow         | 5 Pkt.  |
| 17.      | Dmitri Fofonow        | 4 Pkt.  |
| 18.      | Mikel Astarloza       | 3 Pkt.  |
| 19.      | Christian Vande Velde | 2 Pkt.  |
| 20.      | Tadej Valjavec        | 1 Pkt.  |

## Bergwertungen
- Côte de l'Armelle, Kategorie 4 (Kilometer 70) (602 m ü. NN; 2,3 km à 4,7 %)

| Erster  | Sylvain Chavanel  | 3 Pkt. |
| Zweiter | Benoît Vaugrenard | 2 Pkt. |
| Dritter | Freddy Bichot     | 1 Pkt. |
- Côte de Crocq, Kategorie 4 (Kilometer 89) (740 m ü. NN; 1,6 km à 6,0 %)

| Erster  | Sylvain Chavanel  | 3 Pkt. |
| Zweiter | Freddy Bichot     | 2 Pkt. |
| Dritter | Benoît Vaugrenard | 1 Pkt. |
- Col de la Croix-Morand, Kategorie 2 (Kilometer 158) (1401 m ü. NN; 8,0 km à 5,2 %)

| Erster   | Sylvain Chavanel | 10 Pkt. |
| Zweiter  | Freddy Bichot    | 9 Pkt.  |
| Dritter  | Thomas Voeckler  | 8 Pkt.  |
| Vierter  | Sandy Casar      | 7 Pkt.  |
| Fünfter  | Gorka Verdugo    | 6 Pkt.  |
| Sechster | Luis Sánchez     | 5 Pkt.  |
- Super Besse, Kategorie 2 (Kilometer 195,5) (1289 m ü. NN; 11,0 km à 4,7 %)

| Erster   | Riccardo Riccò     | 20 Pkt. |
| Zweiter  | Alejandro Valverde | 18 Pkt. |
| Dritter  | Cadel Evans        | 16 Pkt. |
| Vierter  | Fränk Schleck      | 14 Pkt. |
| Fünfter  | Kim Kirchen        | 12 Pkt. |
| Sechster | Roman Kreuziger    | 10 Pkt. |